# Bright Like Neon Love
Bright Like Neon Love è il primo album discografico in studio del gruppo musicale australiano Cut Copy, pubblicato nel 2004.

## Tracce
1. Time Stands Still – 4:34
2. Future – 5:12
3. Saturdays – 3:38
4. Saturdays (Reprise) – 1:39
5. Going Nowhere – 3:41
6. DD-5 – 0:26
7. That Was Just a Dream – 2:34
8. Zap Zap – 2:42
9. The Twilight – 5:25
10. Autobahn Music Box – 4:31
11. Bright Neon Payphone – 3:52
12. A Dream – 3:45

## Formazione
- Dan Whitford - voce, synth, drum machine
- Tim Hoey - chitarra
- Bennett Foddy - basso
- Mitchell Scott - batteria